# Lawata
Lawata o Luwata (anomenats antigament Lagaudes en francès i llatí fins al segle xviii) són una important divisió dels amazics, assignats al grup zenata o zeneta, derivat dels garamants. Pertanyien a la família dels Butr i l'ancestre epònim era Lawa el Jove, fill de Lawa el Vell.
Són descendents dels antics lebu o libu de les fonts egípcies, que serien els lubim o lehabim de la Bíblia i els antics libus (libis) dels grecs, els laguantan esmentats per Corippos, i els leuthae esmentats per Procopi (segle vi). Es creu que els lebu dels egipcis habitaven la costa mediterrània d'Àfrica des d'Egipte fins al golf de Sirte; els libues esmentats per Píndar (518-438 aC) eren indígenes de la Cirenaica però després el seu nom es va estendre a tots els que vivien a la costa mediterrània d'Àfrica des d'Egipte fins a l'Atlàntic; els lebu haurien sobreviscut en la tribu libuarkhane que Claudi Ptolemeu esmenta al segle iii al nord de Marmàrica, a l'est de Cirenaica; una fracció dels libues egipcianitzada eren els libuaegypti que Ptolemeu situa a la llacuna Mareòtida; alguns autors clàssic com Polibi, Estrabó i Plini esmenten una altra branca dels libues, els libofenicis, probablement libues barrejats amb púnics, que vivien a la Bizacena. Al segle vi els libues propis apareixen amb el nom de laguantan (lawatan) i també ilagues o huilagues (ilawes) i leuathae (lewates) a Tripolitana i Tunísia. Procopi esmenta la matança de caps leuathae a Leptis Magna (Lebda) el 543 per obra de Sergi, el governador romà d'Orient de Tripolitana, i diu que aquest poble va entrar llavors a la Bizacena i es va aliar al rei amazic d'aquest territori, Antalas; els leuathae van arribar fins a Lares (Lorbous moderna) que van assetjar; Procopi esmenta una segona incursió de la tribu a la Bizacena el 548 quan van ocupar la Tunísia central i del sud.
La tradició àrab amaziga fa venir als lawata de Palestina a l'època del rei David, establint-se a Cirenaica on romanien quan es va produir la invasió musulmana el 641/642. Amr ibn al-As va signar un tractat de pau amb els lawata (lawatan o leuathae) de la regió de Barka. En general cal admetre que les poblacions entre Egipte i Cartago eren líbies descendents dels lebu i de les libues i descendents seus vivien a Egipte a Ifríqiya on s'havien barrejat, i al sud de Tunísia, Tripolitana i Cirenaica mantenien el seu origen. Al segle VIII fraccions dels lawata van emigrar cap Algèria i el Marroc i algun altre lloc. Els mazates (singular Mazata) i els sadrates (singular Sadrata) són considerats d'origen lawata però al segle ix ja formaven grups diferenciats. Al segle X i encara després els lawata es van seguir fraccionant i les seves branques són conegudes sobretot mercès a l'obra d'Ibn Khaldun. Aquestes branques són:
- Masila o Masala
- Katufa
- Maghagha
- Wahila
- Marawa[2]
- Masuba o Masghuna
- Zanara
- Zakuda o Akuda
- Makarta o Mafrata
- Atruza
- Djadana[3]
- Fafita o Fartita
- Siwa
- Masusa

A Tunísia els lawata descendents dels leuathae de la Bizacena vivien a Gabes. La família dels Banu Makki que va governar la comarca al segle xiv descendia dels lawata.
Els lawata de Tripolitana van donar suport a l'imam Abu-l-Khattab al-Maafirí (vers 757-762). estaven dirigits per Umar ibn Imkaten al-Lawatí i es va establir al Djabal Nafusa i va esdevenir governador de la província de Surt (Syrtis) per compte de l'imam, pel qual va dirigir una brigada de la seva tribu. Es creu que eren els descendents dels leuathae massacrats a Leptis Magna el 543.
A Cirenaica dominava la fracció Masila, però n'hi vivien d'altres.
A Egipte els lawata es van establir als oasis. Un dels seus caps, Abd al-Malik ibn Marwan, és esmentat el 943 com a senyor dels oasis.
Una fracció es va establir als Aures a Algèria; hi va haver també grups en altres llocs aïllats en aquest país i al Marroc; aquí els lawata van donar suport als idríssides el 788/789. A Awdoghost hi vivien alguns descendents lawates probablement comerciants. Un grup es va establir també a Palerm a Sicília.